# Super-Man (Kenan Kong)
Kong Kenan (/koʊŋ ˈkʌnɑːn/ kohng KUH-nahn; chinês: 孔克南; pinyin: Kǒng Kènán) é um super-herói que aparece nos quadrinhos publicados pela DC Comics e é conhecido como o Super-Man da China. O personagem, que apareceu pela primeira vez em New Super-Man # 1 (julho de 2016), foi criado por Gene Luen Yang e inicialmente desenhado por Viktor Bogdanovic.

## Histórico
Em 26 de março de 2016, foi anunciado que haveria uma série de quadrinhos com um Superman chinês que ganha uma parte do poder do Superman para o Renascimento da DC. O título foi anunciado anteriormente como The Super-Man, mas foi mudado para New Superman uma vez que Yang entrou a bordo e apontou que não há palavra chinesa para o artigo "o". O título inicialmente enviado mensalmente. Tornou-se New Super-Man & the Justice League of China nas edições #20-24.

## Biografia
Kong Kenan é um estudante de ensino médio de 17 anos de Xangai. Quando Kenan era jovem, sua mãe Kuang Maitai foi morta em um acidente de avião. Devido à morte de Maitai, Kenan costumava intimidar Luo Lixin, filho de Luo Longde, dono do avião em que sua mãe morreu, e desenvolveu um relacionamento tenso com seu pai, Kong Zhongdan, dono de uma oficina de automóveis que se juntou a um escritor clandestino. grupo que Kenan descreveu como "loucos da conspiração" logo após a morte de sua esposa. Um dia, enquanto espancavam Lixin, os dois são abordados por Blue Condor, um supervilão com tema americano. Por instinto, Kenan ajuda Lixin a escapar e enfrenta Blue Condor, que misteriosamente foge dele. As ações de Kenan são capturadas nas redes sociais, transformando-o em uma celebridade. Após uma entrevista com o repórter Laney Lan, Kenan é abordado por uma misteriosa mulher chamada Doutora Omen do Ministério da Autossuficiência. Por causa de suas ações heróicas, Kenan é escolhido para ser o novo Super-Man da China. Kenan é levado para a sede do Ministério, a Oriental Pearl Tower, onde é imbuído da força vital do recém-falecido Superman de Os Novos 52.

### Primeiras aventuras
Ao sair da câmara de imbuição de poder, Kenan começou a experimentar seus novos poderes. Quando ele arrogantemente se recusa a desistir, Omen envia Peng Deilan e Wang Baixi, a Mulher-Maravilha e o Bat-Man da China, respectivamente, para deter Kenan. Durante a luta, os poderes de Kenan param de funcionar, permitindo que o par o derrote. Ao acordar, Kenan é lecionado por Omen sobre seu papel como super-herói, que inclui trabalhar com Bat-Man e Mulher-Maravilha como a nova Liga da Justiça da China do Ministério. Na primeira missão da equipe, Kenan recupera sua invulnerabilidade e derrota o supervilão Raio de Sol. Durante uma entrevista subsequente com Laney como Super-Man, Kenan tolamente tenta impressioná-la, não apenas revelando sua identidade secreta, mas também revelando a existência da Liga da Justiça da China para o mundo inteiro. A transmissão de Laney foi assistida por milhões, notadamente Lex Luthor, Perry White, Batman e Augusto General de Ferro dos Dez Grandiosos, que está furioso com a existência da equipe.
Em sua próxima missão, o JLC encontra os misteriosos Combatentes da Liberdade da China, junto com Bue Condor. Com sua força sobre-humana despertada, Kenan e a Liga apreendem os Combatentes da Liberdade, mas são incapazes de capturar seu líder Flying Dragon General. Antes de fugir, Flying Dragon General ensina Kenan sobre os ideais que o Superman original defendia e o avisa sobre o Ministério da Autossuficiência. Kenan percebe seu erro de expor sua identidade secreta para o mundo e tenta verificar seu pai, que se revela ser Flying Dragon General.
Zhongdan entrega seu passado a Kenan, revelando que ele, Maitai e seu irmão mais novo Zhonglun formaram um grupo pró-democracia em sua universidade contra o governo opressivo do Partido Comunista Chinês. Quando Maitai ficou grávida de Kenan, ela e Zhongdan se aposentaram do ativismo e se mudaram para Xangai para criar a família. No entanto, vários anos depois, Zhonglun enviou a eles um clipe com a Liga da Justiça, que inspirou Maitai a retomar suas atividades, assumindo a identidade de super-heroína da Deusa da Liberdade. Pouco depois, Maitai morreu no acidente de avião, que Zhongdan acredita ter sido orquestrado pelo Ministério da Autossuficiência para silenciar suas atividades. Juntamente com Zhonglun e seus velhos amigos ativistas, Zhongdan e seus aliados assumiram identidades fantasiadas e formaram os Combatentes da Liberdade para espalhar a verdade, a liberdade e a democracia. À medida que isso se desenrola, os Combatentes da Liberdade encarcerados encenam uma fuga em massa planejada da prisão submarina de segurança máxima do Ministério, a Crab Shell, e roubam um Starro Geneticamente Modificado - material genético coletado de Starro criado pelo Ministério como um dispositivo de controle da mente - do seu campo de contenção. Zhongdan implora para Kenan se juntar a ele e aos Combatentes da Liberdade como um super-herói "verdadeiro", que aceita. Os dois encontram os Combatentes da Liberdade durante seu ataque a Xangai, onde Zhongdan se reúne com Zhonglun, o Bombeiro Humano. Quando Bat-Man e Mulher-Maravilha confrontam Kenan e os Combatentes da Liberdade, Human Firecracker atira descendentes do GMS em seus rostos enquanto anexa o original ao seu, colocando-os sob seu controle. Quando Zhonglun revela que planeja usar os Starros para forçar os burocratas do país a aceitar os ideais dos Combatentes da Liberdade, Zhongdan o repreende por forçar a democracia através do controle mental enquanto Kenan exige a libertação de seus amigos. Enfurecido, o Bombeiro Humano declara Kenan um traidor e coloca os Combatentes da Liberdade sobre ele. Kenan perde seus poderes durante a luta, permitindo que os Combatentes da Liberdade o derrotem e deixando-o morrer no rio Huangpu. Zhongdan resgata Kenan e o leva para o Ministério, onde ele é curado por Omen e seu assistente Mingming. Quando o Ministério é alertado de que os Combatentes da Liberdade sequestraram um voo para Zhongnanhai, Kenan e Zhongdan partem para detê-los.
Recuperando sua invulnerabilidade e força sobre-humana, Kenan e seu pai embarcam no avião em pleno voo e com a ajuda de Lixin, que era passageiro do voo e escapou dos Combatentes da Liberdade, consegue usar o gelo do avião para libertar Bat- Man e Mulher-Maravilha do Starros. A Liga da Justiça da China luta contra os Combatentes da Liberdade e os Dez Grandiosos, que tentam destruir o avião com todas as partes a bordo acreditando ser uma causa perdida. Kenan é capaz de derrotar Human Firecracker e remover o GMS dele, salvando todos no avião, mas Zhongdan é mortalmente ferido por proteger Kenan quando Zhonglun se explode com um de seus explosivos. Com os últimos suspiros, Zhongdan diz a Kenan para continuar lutando pelos ideais pelos quais sua mãe lutou, não como os que ele ou os Combatentes da Liberdade tentaram fazer. Após o funeral de seu pai, Kenan conta a Baixi e Deilan as descobertas de seu pai sobre o Ministério, e ambos prometem ajudá-lo a levar os assassinos de sua mãe à justiça. Enquanto isso, é revelado que a Doutora Omen tem o corpo de Zhongdan preservado em um tanque, a quem ela chama de "[seu] amor".

### A verdade sobre seus pais
Seguindo a sugestão de Mingming de que seus poderes vêm do qi do Superman, Kenan se aproxima do instrutor de artes marciais I-Ching para ajudar a controlar seu qi e desbloquear seus outros poderes. Sob a tutela de I-Ching, Kenan é capaz de desbloquear a audição sobre-humana, o que o alerta para várias crises em toda a cidade. Depois, Kenan confidencia a I-Ching que ele só salvou os cidadãos para parar a dor de seus novos poderes auditivos, o que o faz se sentir egoísta. Enviando suas consciências para o "reino da abstração", I-Ching explica a Kenan que cada um de seus poderes se baseia em torno do Bagua, oito trigramas usados no taoísmo que representam os princípios fundamentais da realidade, que juntos formam um octógono. Explicando que o "S" em seu peito significa "esperança" em kryptoniano, I-Ching explica que o "S" também representa a forma do caminho que Kenan tomou ao longo do Bagua para desbloquear seus poderes. Com este conceito, Kenan ganha uma melhor compreensão de seus poderes e continua seu treinamento com o I-Ching. Alguns dias depois, Lex Luthor chega à sede da LJC para convidar Kenan para a América como "consultor de segurança" da LexCorp. Com a permissão de Omen, I-Ching acompanha Kenan em sua viagem a Metropolis. Em sua instalação de pesquisa e desenvolvimento, Luthor explica por que ele recrutou Kenan: para encontrar e parar um velocista chinês que repetidamente tentou roubar um par de artefatos chineses antigos chamados "Anéis de porta de cavalo de boi" na posse de Luthor. Lex acredita que eles podem abrir um portal para um plano dimensional contendo as energias necessárias para despertar os superpoderes restantes de Kenan. Apesar dos avisos de I-Ching, Kenan prontamente concorda em ajudar Luthor, mas assim que ele abre o portal, ele é parado pela Speedster, uma jovem sino-americana chamada Avery Ho, que avisa que o portal que Kenan e Luthor estão abrindo na verdade leva a Diyu. Os aliados de Avery, a Tríade Branca da China, chegam para roubar os artefatos de Luthor, iniciando uma briga massiva que leva o Superman à Lexcorp.  Durante a luta, Luthor e I-Ching ficam presos dentro de Diyu, onde Lex revela seu verdadeiro motivo: adquirir os restos do Superman de Os Novo 52 contendo seus poderes restantes. Kenan é capaz de desbloquear sua visão de raio-X, permitindo que ele encontre os anéis para reabrir o portal e resgatar Luthor (que não consegue obter o cadáver) e I-Ching com a ajuda de Superman e Avery. Luthor com raiva dispensa Kenan de seu serviço quando ele rejeita mais ofertas de Luthor para desbloquear seus poderes. Kenan confidencia com Superman sobre a natureza de seus poderes e sua incerteza em desbloqueá-los, mas Superman o parabeniza por seu progresso e o encoraja a treinar mais para ajudá-lo em um conflito futuro. Enquanto isso, a Tríade Branca da China abandona Avery e se encontra com seu empregador, Ching Lung (um vilão similar ao Fu Manchu de Detective Comics # 1), que se desfaz de seu disfarce, revelando-se uma imagem de I-Ching.
Avery se junta à Liga da Justiça da China como seu Flash e corre com Kenan por toda a China depois que ele desbloqueia sua velocidade sobre-humana. Enquanto a LJC luta contra uma tartaruga monstruosa colocada em Xangai pela China White Triad, é revelado que Mulher-Maravilha e a tartaruga são na verdade a Cobra Verde e Fahai, respectivamente, da Lenda da Serpente Branca. Fahai é eventualmente morto por Super-Man Zero, um poderoso, mas instável, super-humano geneticamente modificado e a primeira tentativa de criar o Super-Man da China, que havia acabado de ser libertado do Crab Shell porChing Lung.   Enquanto a LJC se recupera após a batalha com Fahai e Super-Man Zero, Bat-Man revela a Kenan que seu robô robô Robinbot descobriu imagens do corpo de Zhongdan alojado no laboratório de Omen. Kenan confronta o Dr. Omen com o conhecimento ao mesmo tempo que o Super-Man Zero chega à Pearl Oriental Tower. Concedido poderes adicionais e armadura real por Ching Lung, Super-Man Zero se declara Imperador Super-Man e ataca a sede. Durante a destruição, Omen confessa que ela é a mãe de Kenan, Maitai.
Apesar dos esforços de Kenan, ele é tarde demais para impedir o Imperador Super-Man de sequestrar Omen. O Imperador Super-Man leva Omen para Ching Lung e a Tríade da China Branca, que também sequestraram um Zhongdan totalmente revivido de seu tanque de cura. Depois de libertar todos os prisioneiros do Crab Shell, o Imperador Super-Man assume a Torre de Xangai e anuncia seus planos para reconquistar a China.  Com alguma orientação espiritual de I-Ching, Kenan reúne a LJC para derrotar o Imperador Super-Man. Depois de se infiltrar com sucesso na fortaleza e resgatar seus pais, Kenan luta contra o Imperador Super-Man, desbloqueando sua visão de calor no processo. No entanto, eles são interrompidos pelos membros do Esquadrão Suicida: Harley Quinn, Crocodilo e Pistoleiro, que foram enviados por Amanda Waller para eliminar os dois Super-Men como ameaças potenciais aos Estados Unidos. Kenan quase é morto por Pistoleiro com uma espada de kryptonita, mas é resgatado por seus pais enquanto o JLC e os Dez Grandiosos derrotam a Tríade da China Branca, Combatentes da Liberdade e Esquadrão Suicida. Dr. Omen revela a Kenan e Zhongdan que ela escolheu especificamente Kenan para ser o Super-Homem da China devido a ele ser seu filho e para sua proteção e revela ainda que ela estava trabalhando com o Ministério muito antes de conhecer Zhongdan, tendo sido ordenado por eles para se infiltrar em seu grupo ativista como "Kuang Maitai". Quando o Ministério a chamou de volta ao serviço, Omen fingiu sua morte para dissuadir Zhongdan e seus aliados de suas atividades, mas, para seu desânimo, sua morte os radicalizou ainda mais. Quando Ching Lung usa suas habilidades para transformar o Imperador Super-Man em um monstro do tipo Doomsday, Kenan põe fim à fúria do tirano ao custo de sua própria vida. Em vez de morrer, Kenan é transportado para uma Chinatown americana em 1937 com Ching Lung. Kenan intervém para proteger vários sino-americanos dos ataques racistas de Slam Bradley contra eles, despertando sua sopro congelante para imobilizar Bradley, enquanto Ching Lung mata o diplomata alemão igualmente racista Von Holtzendorff em um restaurante próximo. Relatando as atrocidades que ocidentais como Bradley e Von Holtzendorff cometeram contra os chineses, Ching Lung explica que Von Holtzendorff estava de posse de um amuleto místico chamado Dragão de Jade Vermelho, que ele saqueou durante a Rebelião dos Boxers. Ching Lung revela a Kenan sua verdadeira identidade: All-Yang, a personificação de yang e o irmão gêmeo de I-Ching, a personificação de yin. All-Yang diz a Kenan para procurar o Dragão de Jade Vermelho, que foi visto pela última vez nos Estados Unidos, para que Kenan possa usar seus poderes para completar seu treinamento e ativar seus poderes restantes. Com os poderes totalmente ativados de Kenan, All-Yang espera fazer de Kenan o novo Imperador da China, assim como tentou fazer com o Imperador Super-Man, para que a China possa destruir seus inimigos. Em troca, All-Yang promete libertar I-Ching, a quem ele anteriormente capturou e aprisionou em outro reino. Kenan acorda dentro de um laboratório dentro da Pearl Oriental Tower, onde se reúne com sua família e companheiros de equipe e descobre que uma semana se passou desde sua "morte". Kenan revela a eles sobre All-Yang e se prepara para localizar o Dragão de Jade Vermelho para resgatar I-Ching, mas é parado e preso por Omen, que não quer ver seu filho morrer novamente. Kenan é quebrado de sua cela por Bat-Man, e o JLC vai para a América para localizar o artefato, que Bat-Man detecta em Metropolis.

### Acquiring the Red Jade Dragon
Enquanto em Metropolis, o Mechabat transformado de Bat-Man acidentalmente ataca a Liga da Justiça (Superman, Batman, Mulher-Maravilha, Flash, Aquaman e os Lanternas Verdes Simon Baz e Jessica Cruz). Depois que o mal-entendido é esclarecido, as duas Ligas da Justiça se conhecem. Kenan explica sua situação e a Liga da Justiça Ocidental usa seus poderes para identificar a localização exata do artefato, que Kenan e Superman seguem para a propriedade privada de Lex Luthor. Apesar dos avisos de Superman e Luthor sobre a criação de um incidente internacional, Kenan invade a residência de Luthor e encontra o Dragão de Jade Vermelho na coleção de tesouros de Luthor, que desbloqueia seu superpoder final: voar. All-Yang aparece e parabeniza Kenan; Kenan exige a libertação de I-Ching, mas All-Yang se recusa, dizendo que ele o matou enviando-o para o reino dos fantasmas. Enfurecido, Kenan ataca All-Yang, que contraria os poderes de Kenan com magia. Quando Kenan se recusa a aceitar a oferta de All-Yang para ser Imperador, All-Yang usa o Dragão de Jade Vermelho para abrir um portal para o reino dos semideuses, liberando vários asuras na Terra. Enquanto as Ligas da Justiça lutam contra os asuras (que são resistentes a seus ataques), Kenan envia sua consciência para o "reino da abstração", onde se reúne com um rosto de I-Ching, cujo corpo está preso no reino dos fantasmas. I-Ching relata o passado dele e de All-Yang e seu treinamento como as encarnações de yin e yang. Quando os monges de seu mosteiro imploraram a cada irmão que aceitasse um pouco da natureza do outro para manter o equilíbrio perfeito, All-Yang foi insultado pela sugestão de aceitar o yin, que ele considerava inferior, e abandonou seu treinamento, forçando o I-Ching para incorporar tanto o yin quanto o yang. Com o treinamento Bagua de Kenan completo e I-Ching preso no reino dos fantasmas, I-Ching passa o manto de yin e yang para Kenan, que muda o "S" no peito de Kenan para um símbolo de yin e yang. Com seus poderes totalmente despertados pelo Dragão de Jade Vermelho e I-Ching, Kenan fecha o portal, enfraquecendo os asuras o suficiente para serem derrotados pelas Ligas da Justiça. All-Yang tenta matar os dois Super-Homens, mas Kenan absorve All-Yang em seu corpo. Depois, Kenan se encontra com seus pais na Oriental Pearl Tower, onde ele diz a Omen que está deixando o Ministério da Autossuficiência enquanto rejeita a oferta de Zhongdan de reformar os Combatentes da Liberdade, declarando que a Liga da Justiça da China agora trabalhará de forma independente e ajudará A China e o mundo inteiro encontram o equilíbrio.

### Líder da Liga da Justiça da China
Como líder da Liga da Justiça da China, Kenan realoca a equipe para o nordeste da China enquanto vê o conselho do espírito de I-Ching e resiste à influência de All-Yang para lidar com a encarnação viva de yin e yang. A Liga entra em conflito repetidamente com a Tropa dos Lanternas da China, a nova equipe de super-heróis do Ministério da Autossuficiência, que marcou os fugitivos da Liga por sua deserção.  A Liga intervém na fronteira China-Coreia do Norte para resgatar Ahn Kwang-Jo, um jovem desertor norte-coreano com habilidades hidrocinéticas que pode convocar e se comunicar com criaturas marinhas míticas, das forças norte-coreanas, quase provocando um incidente internacional entre as duas nações. Enquanto sob os cuidados da LJC, Kwang-Jo é visitado pelo espírito do Rei Munmu, que se revela seu "verdadeiro pai". Possuindo os restos esqueléticos da forma de dragão que assumiu perto do fim de sua vida humana, Munmu está irritado com o estado atual de seu antigo reino de Silla e concede seu poder a seu "filho" envolvendo Kwang-Jo com seus ossos, transformando transformá-lo em um híbrido dragão-humano revestido de armadura chamado "Dragonson" e ordena que ele destrua a Coreia do Norte.  Kenan e a LJC são capazes de transformar o Dragonson de volta em Kwang-Jo, separando-o de sua espada mágica, mas são confrontados novamente pela Tropa dos Lanternas, que tentam entregar Kwang-Jo às forças norte-coreanas. Enquanto luta contra o Corpo, Kenan ativa sua forma yang, o que aumenta muito seus superpoderes, mas lhe dá uma personalidade egoísta e violenta. Yang-Kenan é capaz de libertar Kwang-Jo de seus captores, mas é tarde demais para impedi-lo de voltar para o Dragonson e escapar. Sob a influência de Munmu, o Dragonson usa sua espada para abrir as comportas celestes no topo da montanha Paektu, convocando grandes torrentes de água para afogar a península coreana.  Percebendo que o Munmu também pretende matar inocentes, o Dragonson luta contra sua influência e tenta fechar as comportas, mas é impedido por yang-Kenan, a Tropa dos Lanternas e o Exército Norte-coreano, cuja intervenção faz com que as comportas liberem ainda mais água. O Flash é capaz de trazer Kenan de volta ao seu estado normal, e quando ele e Kwang-Jo são capturados novamente pela Tropa, Kenan ativa sua forma yin, dando-lhe habilidades fantasmagóricas e rajadas de energia, mas faz com que ele se sinta desinteressado e desinteressado. permite que ele e o Dragonson escapem deles, dando a Kwang-Jo tempo suficiente para fechar as comportas e salvar o país. Depois, Kenan recruta o Dragonson para a Liga da Justiça da China como seu Aqua-Man enquanto uma construção de água de Kwang-Jo é enviada para a prisão em seu lugar para enganar as autoridades norte-coreanas. Ignorando os avisos de I-Ching e All-Yang, Kenan ativa seu estado yin para resgatar I-Ching do reino dos fantasmas, mas acidentalmente envia a si mesmo e o JLC para o reino. a LJC é confrontada por versões futuras de pesadelo de si mesmos, incluindo uma versão futura maligna de Kenan totalmente imerso em yin e yang chamando a si mesmo de "Homem Perfeito". I-Ching resgata Kenan de Perfect-Man, que revela sob interrogatório de I-Ching que ele se tornou "perfeito" depois de abandonar seus companheiros de equipe. Com a ajuda de I-Ching, Kenan é capaz de enviar a si mesmo e seus companheiros de volta ao reino humano enquanto I-Ching é forçado a permanecer no reino fantasma. Lembrando as últimas palavras de I-Ching para "deixar de lado a bondade que nunca pode ser e abraçar a bondade que é", Kenan é capaz de seguir em frente de suas frustrações para as maquinações de seus pais e a prisão de I-Ching e abraça seus companheiros de equipe como seu família nova.
Kenan mais tarde ajuda Superman a lidar com um vilão chamado Profecia e auxilia a Supergirl a lidar com os Cinco Fatais. Quando Kenan retorna aos Estados Unidos para posar para fotos, ele cruza o caminho do Exterminador e o derruba com sucesso para trazê-lo para a China.

## Personalidade
Inicialmente, Kong Kenan era um valentão egocêntrico que se importava apenas consigo mesmo e desprezava aqueles que não considerava tão importantes quanto ele. Isso tudo mudou depois de enfrentar Blue Condor e receber os poderes do Superman. Kenan é impetuoso, teimoso e frequentemente se precipita em situações sem pensar. Seu personagem principal é basicamente bom, embora ele tenda a tomar decisões precipitadas com base em suas emoções. Após a aparente morte de seu pai, sua atitude em relação aos outros mudou e ele se tornou mais focado. Ele tem grande respeito pelo Superman depois de se encontrar com ele e receber seus conselhos e encorajamento.

## Poderes e habilidades
Originalmente um humano normal, Kong Kenan ganhou poderes kryptonianos depois de ser infundido com o qi do Superman. Inicialmente, Kenan tinha pouco controle sobre seus poderes e ocasionalmente flutuava sempre que perdia o foco. Sob a tutela de I-Ching, Kenan conseguiu organizar seus superpoderes em torno do Bagua, oito trigramas usados no taoísmo que representam os princípios fundamentais da realidade, correspondendo a cada poder com um trigam e concentrando seu qi em uma parte específica de seu corpo, que incluem:
| Trigrama                     | Parte do corpo | Superpoder             |
| 0 chinês: 坤 Kūn             | Barriga        | Invulnerabilidade      |
| 1 chinês: 艮 Gèn             | Punhos         | Força sobrehumana      |
| 2 chinês: 坎 Kǎn             | Orelhas        | Audição Sobrehumana    |
| 3 chinês: 巽 Xùn             | Coxas          | Visão de raio-X        |
| 4 chinês: 震 Zhèn            | Pés            | Velocidade sobrehumana |
| 5 chinês tradicional: 離 Lí  | Olhos          | Visão de calor         |
| 6 chinês tradicional: 兌 Duì | Boca           | sopro congelante       |
| 7 chinês: 乾 Qián            | Cabeçs         | Voo                    |

Originalmente sendo capaz de ativar apenas um poder de cada vez, a sincronização de Kenan com o místico Dragão de Jade Vermelho desbloqueou todo o seu potencial, permitindo que ele usasse todos os seus poderes simultaneamente enquanto os aumentava bastante. Depois que I-Ching concedeu o manto como a personificação viva de yin e yang sobre ele, Kenan ganhou habilidades mágicas e resistência à magia, bem como a capacidade de entrar em formas separadas de yin ou yang. Em sua forma yang, Kenan brilha em uma luz branca pura que pode ser canalizada em explosões de energia e seus poderes kryptonianos se tornam muito aprimorados. No entanto, a personalidade de Kenan torna-se arrogante e violenta nesta forma. Em sua forma yin, Kenan brilha em uma substância negra e sombria e ganha uma forma fantasmagórica que o torna intangível e pode disparar rajadas elétricas de seus dedos. Assim como sua forma yang, a forma yin de Kenan muda sua personalidade para ser desapegada e letárgica. A forma yin de Kenan também permite que ele viaje para o reino dos fantasmas, mas a um preço alto. Assim como o Superman e outros kryptonianos, Kenan fica enfraquecido quando exposto à kryptonita.

## Recepção critica
Kong Kenan foi recebido com críticas positivas, com muitos críticos elogiando a personalidade agradável de Kong Kenan, o arco de personagens e a maneira como ele usa seus super poderes. Muitos críticos consideraram Kong Kenan como um dos melhores super-heróis asiáticos de todos os tempos. 

ComicBookWire afirmouO Novo Super-Homem exibe uma mistura encantadora de arrogância e compaixão que lhe permite trabalhar bem como um herói enquanto ainda contém um nível realista de falhas. Seu personagem é complementado por Mulher-Maravilha e Homem-Morcego, que dão a Kenan oportunidades de crescimento enquanto ainda servem como personagens interessantes por conta própria. Além disso, as personalidades por trás da mãe e do pai de Kenan agregam muito à narrativa, principalmente quando se trata de tornar as emoções do livro mais significativas.

Aaron Berke do Comicsverse escreveu
A história de Kong foi notavelmente matizada e envolvente. Onde Clark Kent aprendeu a ser o Super-Homem com a orientação moral de Pa e Ma Kent, Kong Kenan vem aprendendo a se desenvolver internamente com a antiga sabedoria de I-Ching
e
Ao longo das últimas edições, Kong acessou muitas de suas habilidades, abrindo-se para os outros. Kong começou a série como um valentão egoísta, mas o I-Ching ajudou a remover as camadas de auto-obsessão.